# Белянин, Фёдор Степанович
Фёдор Степанович Белянин (род. 1920, с. Мордовский Качим, Пензенская область, РСФСР, СССР — 1998, Самара, Россия) — советский и российский врач, врач-хирург, главный врач, заведующий Куйбышевского областного отдела здравоохранения, кандидат медицинских наук, участник Великой Отечественной войны. Заслуженный врач РСФСР.

## Биография
Родился в 1920 году в селе Мордовкий Качим Пензенской области.
Учился в Тимашевской средней школе, в 1939 году поступил слушателем в Куйбышевскую военно-медицинскую академию. В 1942 году продолжил учиться на военном факультете Московского мединститута. В 1943 году после сдачи экзаменов при втором Московском медицинском институте получил диплом врача-лечебника.
Во время Великой Отечественной войны в составе действующей армии 2-го Белорусского фронта в качестве полкового врача принимал участие в боях на Курской Дуге, в освобождении Белоруссии и Польши. На фронте заболел открытой формой туберкулеза легких, тяжело больной находился на лечении в эвакогоспитале. После выздоровления являлся старшим врачом 65 окружной школы авиаспециалистов Приволжского военного округа, с сентября 1945 года по 1946 год стал старшим врачом отдельного инженерно-аэродромного батальона № 100 Приволжского военного округа.
После войны Белянин вернулся в Куйбышев, где сначала работал заведующим малярийной станцией и хирургом Тимашевской районной больницы, а с октября 1949 года по февраль 1958 год был повышен до главного врача и хирурга Тимашевской районной больницы. В 1956 году успешно провёл операцию ушивания резаной раны сердца.
Работал главным врачом и хирургом МСЧ №-1 Новокуйбышевского нефтехимкомбината.
В феврале переведен на работу заместителем заведующего отделом здравоохранения Куйбышевского облисполкома. С 17 марта 1969 года по март 1985 год работал заведующим отделом здравоохранения Куйбышевского облисполкома.
Со свойственной ему энергией много трудился над решением наиболее насущных проблем совершенствования медицинской помощи населению, укреплению материально-технической базы здравоохранения. Благодаря Фёдору Степановичу Белянину с 1967 года по 1984 год в области введено в эксплуатацию 126 больниц и больничных корпусов на 15 015 коек, 84 поликлиники на 33 407 посещений в смену, 11 сельских врачебных амбулаторий, 5 санитарно-эпидемиологических станций, 164 фельдшерско-акушерских пунктов.
Наиболее крупными строительными объектами были медгородок ВАЗа, хирургический корпус больницы им. Н. И. Пирогова, областная клиническая больница им. М. И. Калинина, МСЧ 4 ГПЗ, кардиологическая больница в Самаре, противотуберкулезный диспансер в Тольятти и многое другое. Практически во всех районах области построены новые типовые больницы, корпуса.
Большое внимание уделялось вопросам укомплектования учреждений здравоохранения медицинскими кадрами, их подготовке и воспитанию. Этому способствовала слаженная работа облздравотдела и медицинского института г. Куйбышева. Впервые в России был организован целевой прием в институт выпускников школ из сельских районов с последующим направлением их (после окончания института) в сельские больницы по месту жительства.
К 1985 году все сельские районы были обеспечены основными специалистами. К 1985 году значительно улучшилась санитарно- эпидемиологическая обстановка в области. Снижена заболеваемость туберкулезом с 70,3 в 1967 году, до 39,1 на 100 тысяч населения в 1985 году. В области к тому времени почти в 3 раза увеличилось число специализированных коек. Созданы специализированные центры по кардиологии, нефрологии, нейрохирургии, травматологии, профпатологии (раздел медицины занимающийся изучением, диагностикой и лечением профессиональных болезней), ожоговым болезням, детской хирургии и т. д. Неузнаваемо преобразилось и сельское здравоохранение.
В последующем с 1985 года по 1987 год был главным экспертом областной ВТЭК.
Свою организационную и практическую работу Фёдор Степанович сочетал с научно-исследовательской деятельностью. В 1968 году защитил кандидатскую диссертацию, после чего ему была присвоена учёная степень кандидата медицинских наук.
Все годы работы в области, Фёдор Степанович Белянин избирался народным депутатом — сельского, районного, областного Советов народных депутатов.
Автор книги «Хирургические заболевания живота».

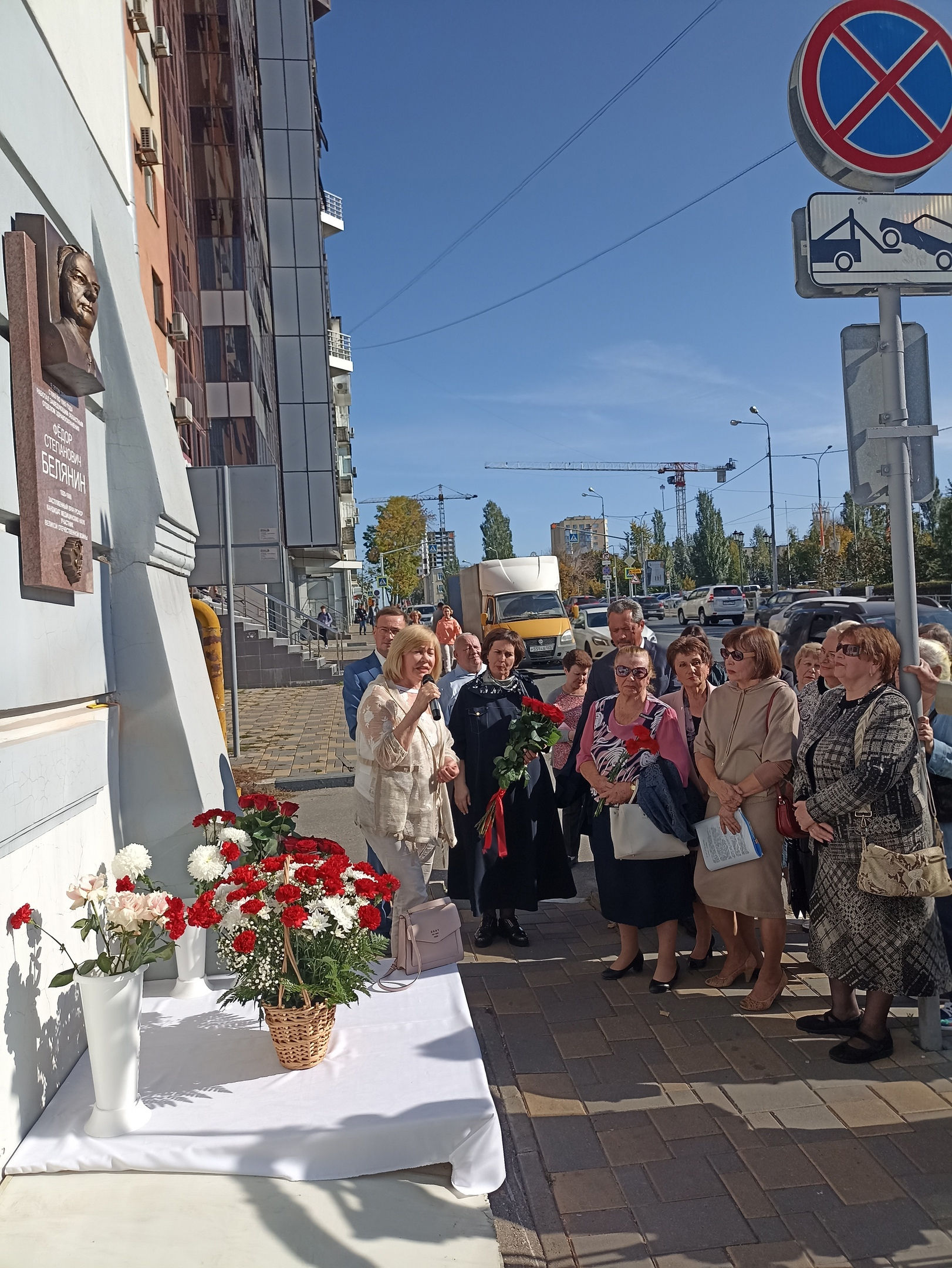
Открытие барельефа на площади Куйбышева в г. Самара 28 сентября 2023 года.

Ушёл из жизни в 1998 году в Самаре.

## Звания и награды
- Заслуженный врач РСФСР
- Орден Красной Звезды
- Орден Отечественной войны ll степени
- Орден Трудового Красного Знамени
- Орден Октябрьской Революции
- Другие награды